# Phymatostetha chapana
Phymatostetha chapana är en insektsart som beskrevs av William Lucas Distant 1914. Phymatostetha chapana ingår i släktet Phymatostetha och familjen spottstritar. Inga underarter finns listade i Catalogue of Life.